# John Skinner Wilson
John Skinner Wilson (* 1888; † 1969) war ein schottischer Wegbereiter der Pfadfinderbewegung.

## Leben
Wilson erfuhr seine Ausbildung am Watson College und in  Glenalmond. Er diente 1908 in der indischen Polizei und war Chief Commissioner in Kalkutta. Im Jahr 1917 wurde er Assistent der Pfadfindergruppe an der Old Mission Church. Als District Commissioner wollte er im Jahr 1919 junge Inder zu den Pfadfindereinheiten bringen. 1922 half er Baden Powell dessen Texte über das Pfadfindertum in indisch zu verfassen. Im Jahr 1923 avancierte er zum zweiten Camp Chef des Gilwell Park und blieb auf diesem Posten bis 1939. Im Jahr 1937 erhielt er den Bronze Wolf. Er wurde von Robert Baden-Powell in das Boy Scouts International Bureau berufen, aus dem später  das World Scout Bureau der World Organization of the Scout Movement (WOSM) hervorging. Vier Jahren war er Ehrenpräsident der WOSM.
1959 veröffentlichte er als Autor das Buch Scouting round the world, eine Sammlung von Geschichten und Notizen und während seiner Reisen mit Pfadfindern aus verschiedenen Ländern der Welt. Im Scouting war sein Spitzname „Belgier“.

## Werke
- Scouting Round the World. Blandford Press, London 1959.